# Gleichen, Göttingen

Reinhausen
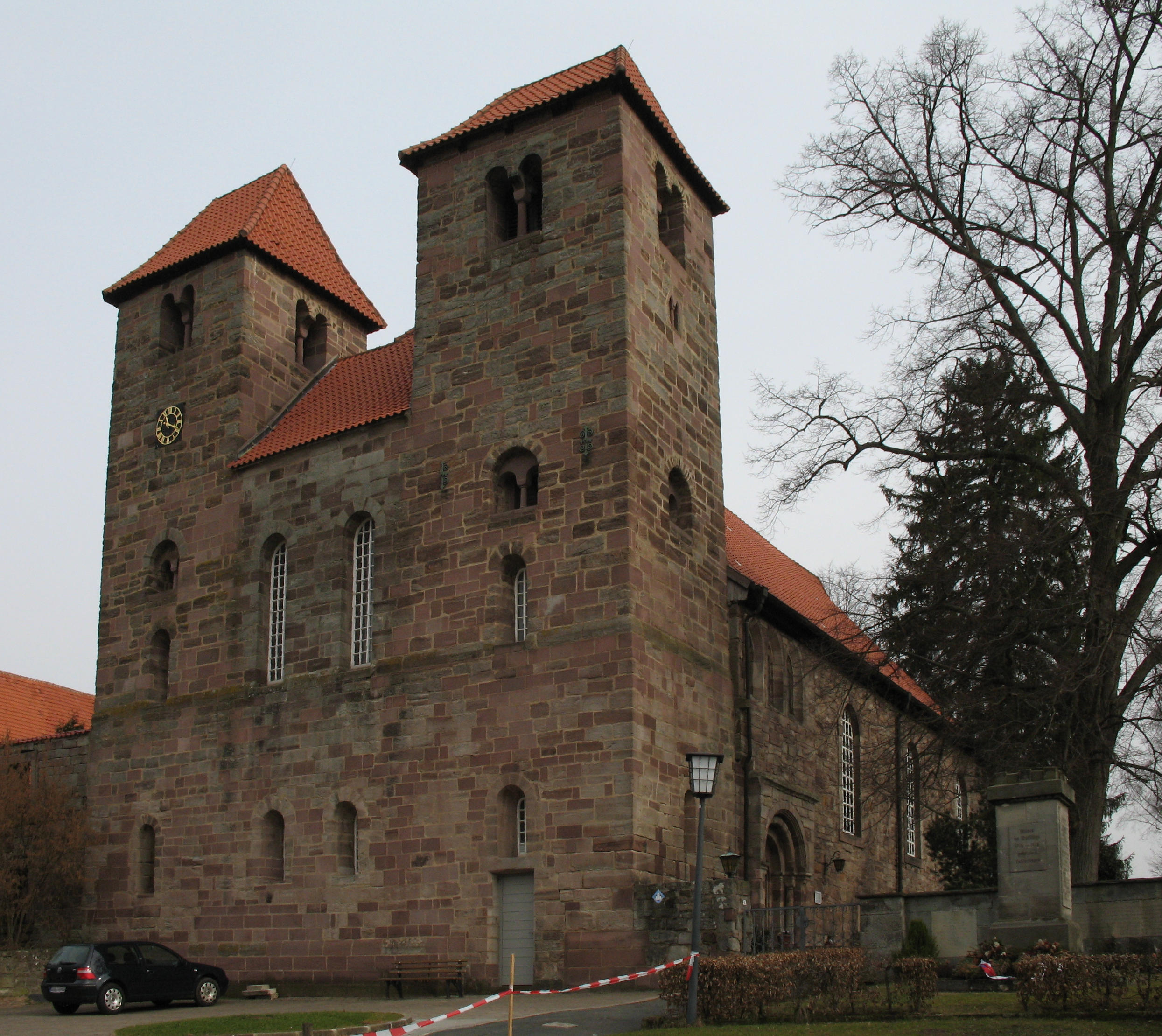
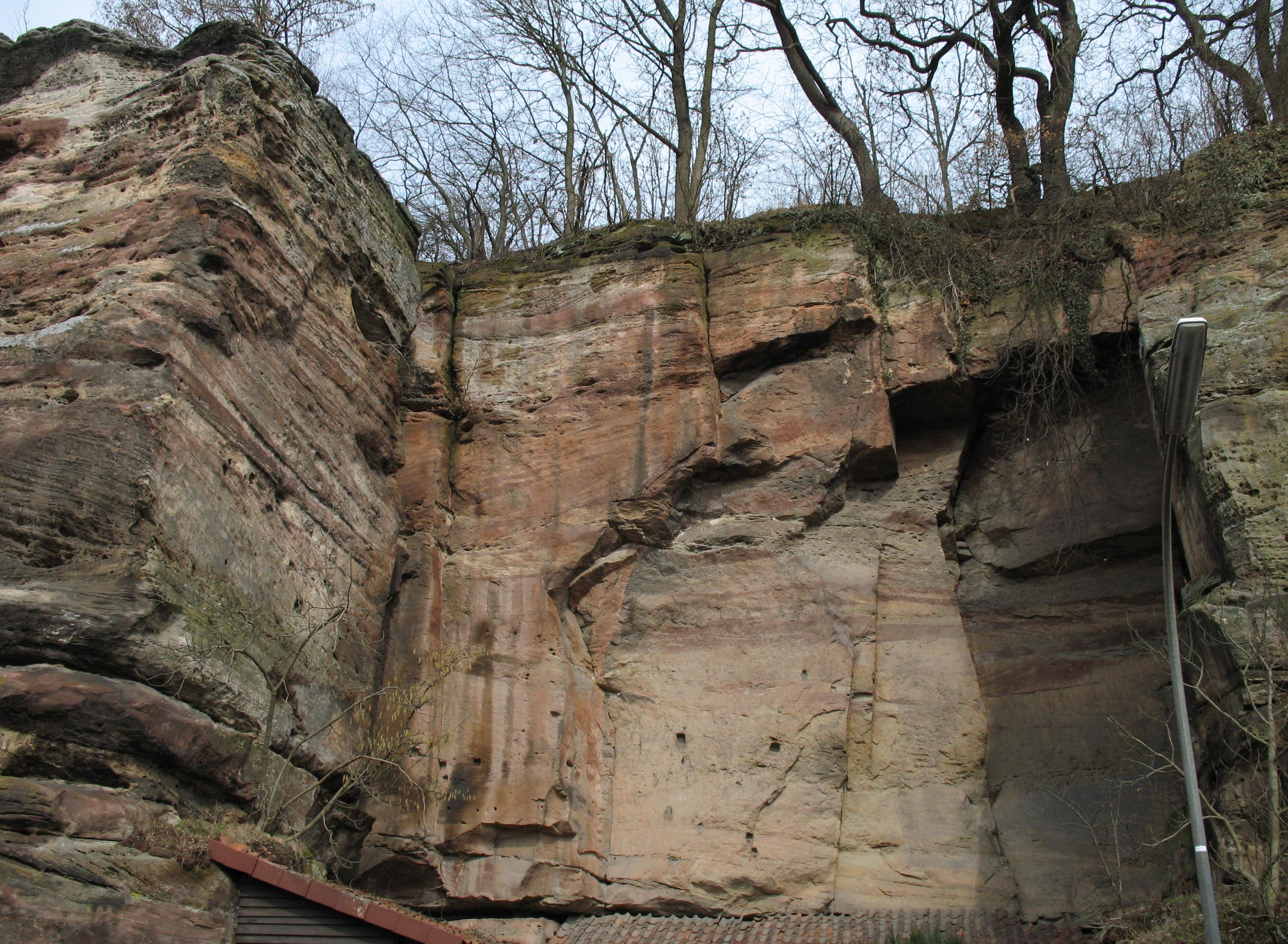
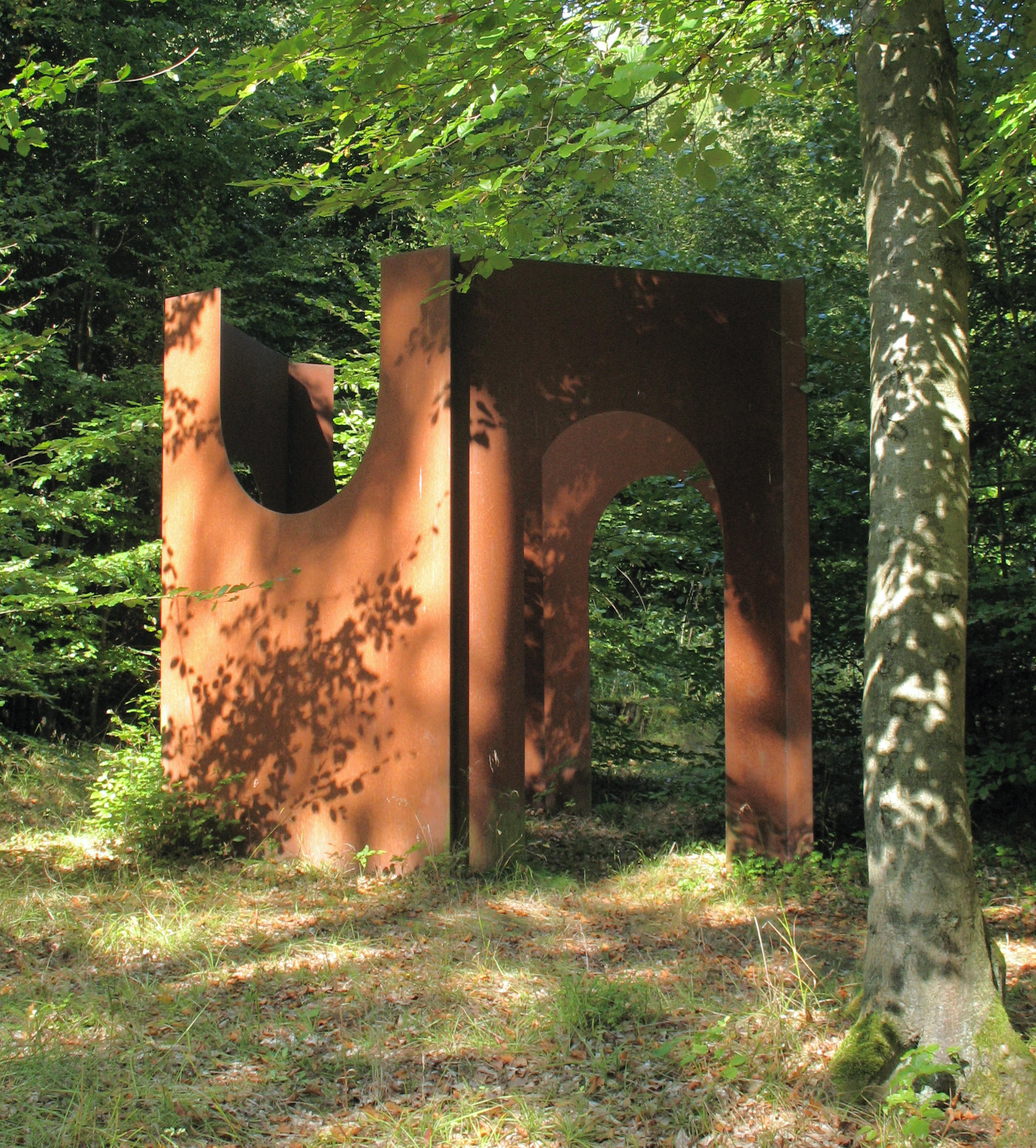
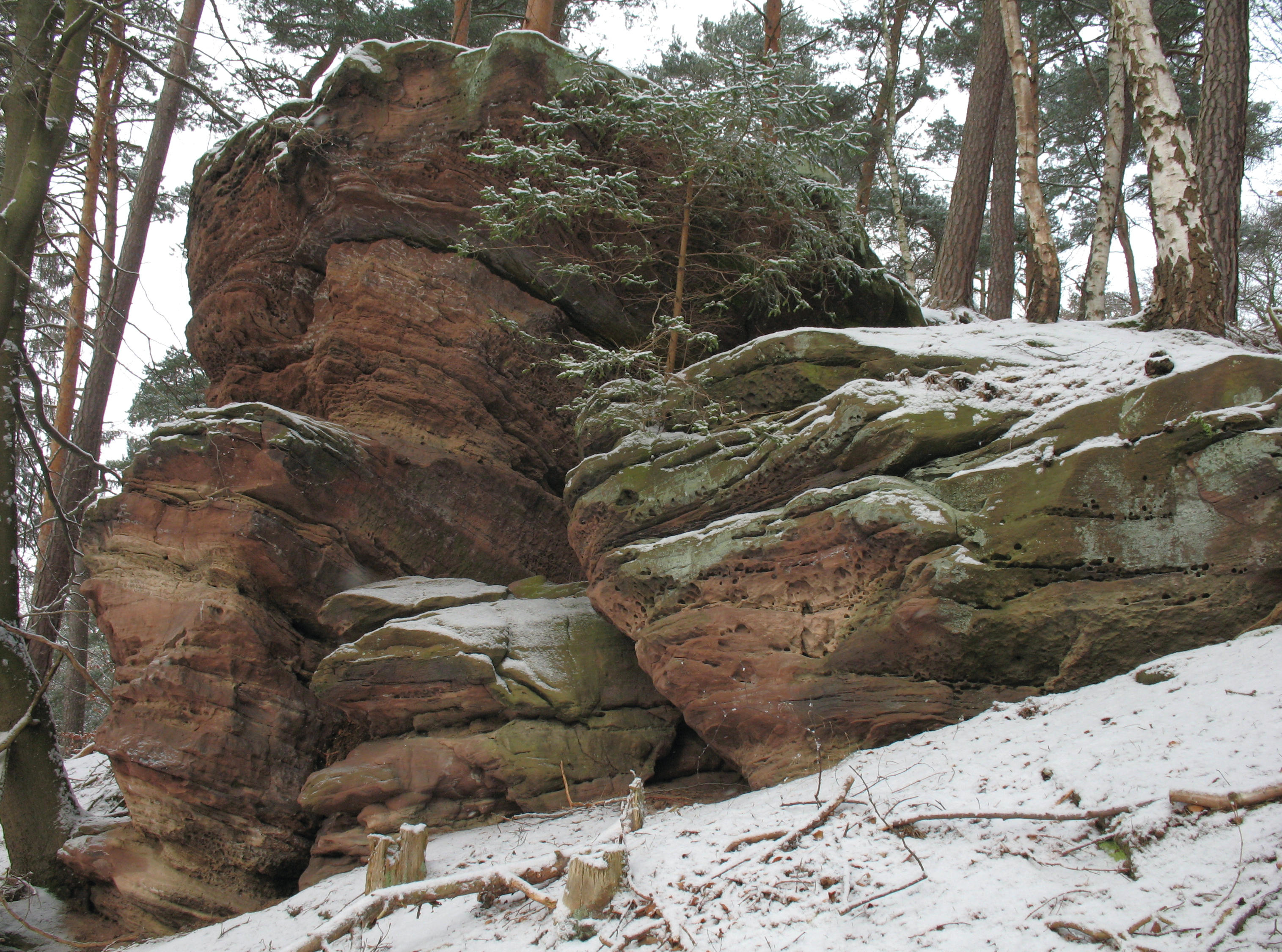
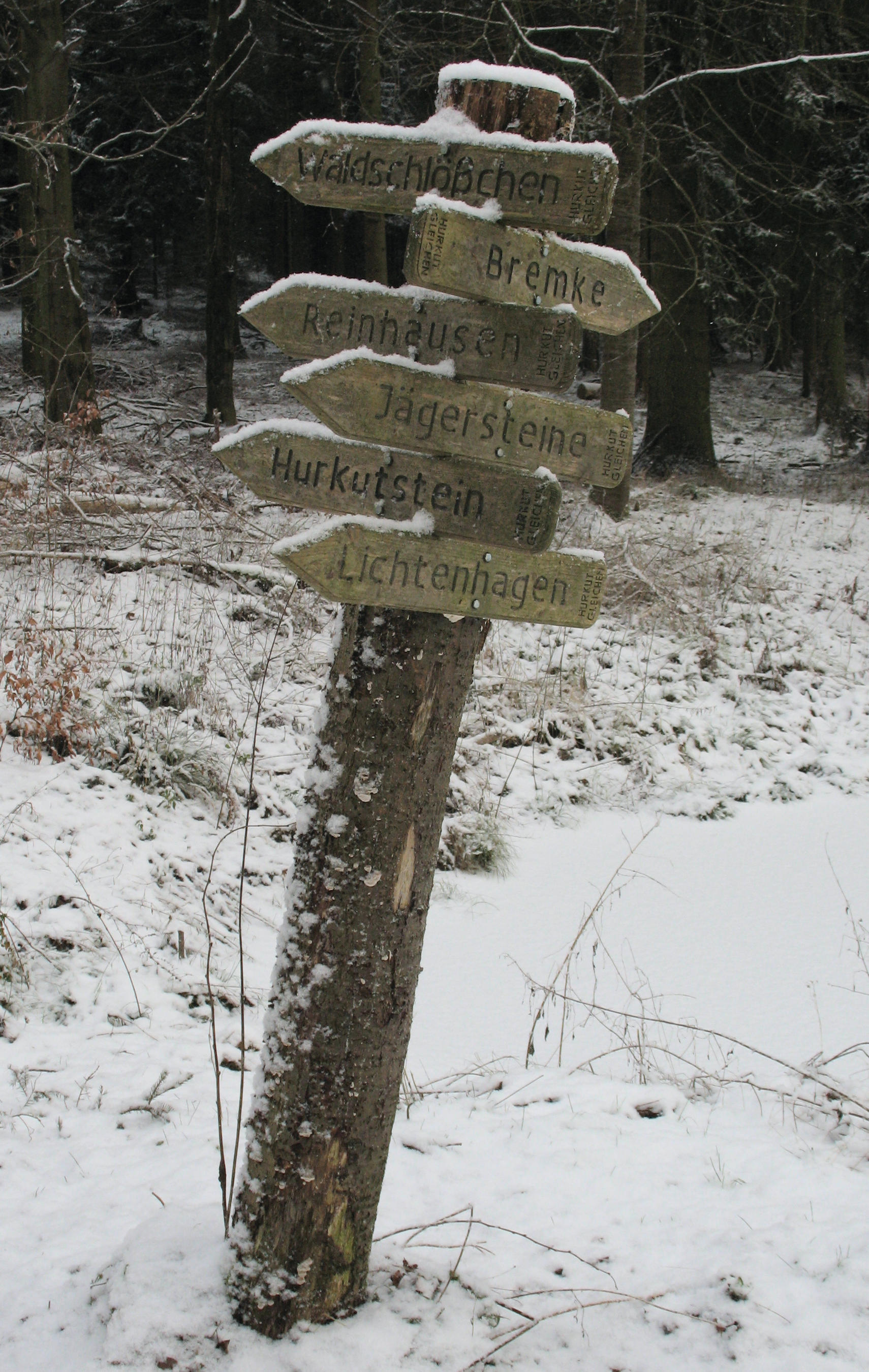

Gleichen là một đô thị ở huyện Göttingen, trong bang Niedersachsen, Đức. Đô thị này có diện tích 128,93 km². Được đặt tên theo hai tòa lâu đài Neuen-Gleichen và Alten-Gleichen trên hai ngọn đồi ở Gemeinde, Đô thị này có cự ly khoảng 10 km về phía đông nam của Göttingen.
Các thị trấn trong đô thị này gồm: 
- Beienrode
- Benniehausen
- Bischhausen
- Bremke
- Diemarden
- Etzenborn
- Gelliehausen
- Gross Lengden
- Ischenrode
- Kerstlingerode
- Klein Lengden
- Rittmarshausen
- Sattenhausen
- Weißenborn
- Wöllmarshausen

- Reinhausen